# Lägre primater
Lägre primater (Strepsirrhini) är en underordning till primaterna. Den omfattar de flesta av de arter som tidigare räknades som halvapor, dock inte spökdjuren som istället hör till underordningen högre primater (Haplorhini).  Att  spökdjuren visat sig vara närmare släkt med högre än med lägre primater gör att begreppet "halvapor" är parafyletiskt och inte längre används i seriösa sammanhang.

## Allmänt
Med släktet musmakier (Microcebus) innehåller underordningen de minsta primaterna. Några individer i släktet blir bara 9 cm långa (huvud och bål) och cirka 30 g tunga. Andra lägre primater är likaså små eller medelstora. Den största nu levande arten är indrin (Indri indri) med en kroppslängd (huvud och bål) upp till 72 cm (85 enligt annan källa) och en vikt upp till 9,5 kg. Arter av det utdöda släktet Megaladapis var uppskattningsvis 45 till 85 kg tunga.
I motsats till underordningen Haplorhini är näsans kammare hos arter i denna djurgrupp fuktig på grund av många körtlar vid nässkiljeväggen (rhinarium). Därför är deras luktsinne bättre utvecklat. Dessutom är deras tumme inte så tydligt motsättlig till de andra fingrarna. Dessutom har den andra tån på bakfoten en klo istället för en nagel för att underlätta skötseln av pälsen. På alla andra tår och fingrar har naglarna samma form som hos människor.
De flesta medlemmar har ett reflekterande skikt i ögat (Tapetum lucidum). Skiktet saknas bara i släktet makier (Eulemur). Arterna har ingen hel ögonhåla av benvävnad utan bara en fast ring kring ögat. Ett annat kännetecken är avsaknaden av den gula fläcken (macula lutea).
Honornas livmoder har två grenar (Uterus bicornis) vilket skiljer dem från honorna av underordningen Haplorhini som bara har en gren (Uterus simplex). Antalet ungar per kull varierar mellan arterna. Hos flera arter förekommer bara en unge per kull. Däremot är hos varier (Varecia) tvillingar vanligast och ibland föds upp till fem ungar.
I underkäken förekommer hos de flesta lägre primater framåtriktade fram- och hörntänder som bildar en kam. Kammen används för att vårda pälsen och för att äta mjuka fruktdelar och vätskor, liksom en sked. Enda undantaget är fingerdjuret som saknar kammen. Lägre primater har dessutom en klaff mellan de centrala framtänderna i överkäken.

## Utbredning
Det finns sju nu levande familjer varav fem förekommer på Madagaskar. De andra hittas i mellersta och södra Afrika samt i södra och sydöstra Asien. Fossil av arter som möjligen tillhör underordningen lägre primater hittades även Nordamerika och Eurasien.

## Systematik
Taxonomi enligt Mammal Species of the World (bara nu levande medlemmar):
- Nästan alla arter som lever på Madagaskar sammanfattas i infraordningen Lemuriformes. Idag förekommer fyra familjer. Ytterligare tre familjer dog ut under de senaste 2000 åren.
  - Lemurer (Lemuridae)
  - Muslemurer (Cheirogaleidae)
  - Vesslemakier (Lepilemuridae)
  - Indrier (Indriidae)
  - Megaladapidae †
  - Archaeolemuridae †
  - Palaeopropithecidae †
- Infŕaordningen Chiromyiformes utgörs bara av en nu levande art och dess utdöda släktingar.
  - Fingerdjur (Daubentoniidae)
- Den tredje infraordningen, Lorisiformes, bildas av följande familjer.
  - Lorier (Loridae)
  - Galagoer (Galagonidae)
- En fjärde grupp, Adapidae, som levde mellan eocen och miocen i Nordamerika och Europa är numera utdöd.